# Emil Hübner (Politikwissenschaftler)
Emil Hübner (* 1. Februar 1944; † Februar 2004) war ein deutscher Politikwissenschaftler und Hochschullehrer.

## Leben und Wirken
Emil Hübner studierte Politikwissenschaft an der Ludwig-Maximilians-Universität München und legte dort 1972 seine Magisterprüfung ab. Seine Promotion erfolgte dort 1976/77 mit einer Dissertation über die Abgeordneten des Deutschen Bundestages und ihr Verständnis der Beziehungen zwischen Bundestag und Bundesregierung. Anschließend arbeitete er als in der Lehre für Politikwissenschaft am Geschwister-Scholl-Institut für Politische Wissenschaft der Universität München, zuletzt als Akademischer Direktor.
Hübner veröffentlichte neben Schriften für die Bayerische Landeszentrale für Politische Bildungsarbeit, die in mehreren Auflagen erschienen, und einer Einführung in das politische System Großbritanniens ein Buch über das politische System der USA. Letzteres erreichte mehrere Auflagen und wurde nach dem Tod Hübners von Ursula Münch weitergeführt.

## Veröffentlichungen (Auswahl)
- (Hrsg.): Der Bundestag von innen gesehen. 24 Beiträge. Piper, München 1969.
- Partizipation im Parteienstaat. Bürgerbeteiligung in Parteien und Wahlen. Ehrenwirth, München 1976, ISBN 3-431-01790-8.
- (mit Heinrich Oberreuter): Parlament und Regierung. Ein Vergleich dreier Regierungssysteme. Ehrenwirth, München 1977, ISBN 3-431-01865-3.
- Kommunales Wahlverhalten in Bayern 1966–1978. Bayererische Landeszentrale für Politische Bildungsarbeit, München 1979.
- (Mitautor): Hans Maier u. a.: Parlament und Parlamentsreform. Zum Selbstverständnis des V. Deutschen Bundestages. 2. Aufl. Vögel, München 1979, ISBN 3-920896-50-5.
- Die Beziehungen zwischen Bundestag und Bundesregierung im Selbstverständnis der Abgeordneten des V. Deutschen Bundestages. Vögel, München 1980, ISBN 3-920896-58-0 (= Dissertation Universität München).
- Wahlsysteme und ihre möglichen Wirkungen unter besonderer Berücksichtigung der Bundesrepublik Deutschland. 6. überarb. Aufl. Bayererische Landeszentrale für Politische Bildungsarbeit, München 1984.
- (Hrsg., mit Heinrich Oberreuter): Parteien in Deutschland zwischen Kontinuität und Wandel. Bayererische Landeszentrale für Politische Bildungsarbeit, München 1992.
- Britisches Unterhaus und amerikanischer Kongreß auf dem Weg zur Mitte. Parlamentstypen im Wandel. In: Theo Stammen (Hrsg.): Politik – Bildung – Religion. Hans Maier zum 65. Geburtstag Schöningh, Paderborn 1996, S. 433–441, ISBN 3-506-75603-6.
- (mit Ursula Münch): Das politische System Großbritanniens. Beck, München 1998, ISBN 3-406-42051-6 (2. aktualisierte Aufl. 1999, ISBN 3-406-45651-0).
- Das politische System der USA. Eine Einführung. Beck, München 1989, ISBN 3-406-33150-5 (die 8. Aufl., fortgeführt von Ursula Münch, erschien 2013, ISBN 3-406-64428-7).
- Parlament und Regierung in der Bundesrepublik Deutschland. 2. überarb. Aufl. Bayererische Landeszentrale für Politische Bildungsarbeit, München 2000.
- (mit Fritz Blumöhr u. Alois Maichel): Die politische Ordnung in Deutschland. 11. Aufl. Bayererische Landeszentrale für Politische Bildungsarbeit, München 2004.